# Danmarks traditioner og mærkedage
Dette er en liste over danske traditioner og mærkedage. 
- Allehelgensaften
- Arbejdernes internationale kampdag
- Barnedåb
- Behøvling
- Begravelse
- Blå mandag
- Bryllup
- Bryllupsdag
- Død
- Fars dag
- Fastelavn
- Fødselsdag
- Guldbryllup
- Høstfest
- Jubilæum
- Jul
- Kobberbryllup
- Konfirmation
- Luciadag
- Mors dag
- Mortens aften
- Nytår
- Pers Awten
- Pinse
- Polterabend
- Påske
- Rummelpot
- Rund fødselsdag
- Sankthans
- Sidste skoledag
- Sølvbryllup
- Translokation